# Калюмет (Оклахома)
Калюмет (англ. Calumet) — місто (англ. town) в США, в окрузі Канадіян штату Оклагома. Населення — 443 особи (2020).

## Географія
Калюмет розташований за координатами 35°36′5″ пн. ш. 98°7′28″ зх. д. / 35.60139° пн. ш. 98.12444° зх. д. (35.601491, -98.124448).  За даними Бюро перепису населення США в 2010 році місто мало площу 3,31 км², з яких 3,31 км² — суходіл та 0,00 км² — водойми.

### Клімат
| Клімат : Калюмет         | Клімат : Калюмет | Клімат : Калюмет | Клімат : Калюмет | Клімат : Калюмет | Клімат : Калюмет | Клімат : Калюмет | Клімат : Калюмет | Клімат : Калюмет | Клімат : Калюмет | Клімат : Калюмет | Клімат : Калюмет | Клімат : Калюмет | Клімат : Калюмет |
| Показник                 | Січ.             | Лют.             | Бер.             | Квіт.            | Трав.            | Черв.            | Лип.             | Серп.            | Вер.             | Жовт.            | Лист.            | Груд.            | Рік              |
| Середній максимум, °C    | 8,3              | 11,2             | 16,9             | 22,6             | 26,8             | 31,3             | 34,7             | 34,1             | 29,2             | 23,2             | 15,4             | 9,6              | 21,9             |
| Середній мінімум, °C     | −4,3             | −1,9             | 2,9              | 8,7              | 13,5             | 18,4             | 21,1             | 20,2             | 16,1             | 9,8              | 2,9              | −2,5             | 8,7              |
| Норма опадів, мм         | 20               | 30               | 53               | 61               | 114              | 109              | 53               | 56               | 97               | 56               | 43               | 23               | 714              |
| ------------------------ | ---------------- | ---------------- | ---------------- | ---------------- | ---------------- | ---------------- | ---------------- | ---------------- | ---------------- | ---------------- | ---------------- | ---------------- | ---------------- |
| Джерело: Weatherbase.com |                  |                  |                  |                  |                  |                  |                  |                  |                  |                  |                  |                  |                  |

## Демографія
Згідно з переписом 2010 року, у місті мешкало 507 осіб у 187 домогосподарствах у складі 130 родин. Густота населення становила 153 особи/км².  Було 214 помешкання (65/км²).
Расовий склад населення:
| - 78,9 % — білих - 13,6 % — корінних американців - 0,4 % — азіатів - 2,4 % — осіб інших рас |

До двох чи більше рас належало 4,7 %. Частка іспаномовних становила 3,9 % від усіх жителів.
За віковим діапазоном населення розподілялося таким чином: 29,6 % — особи молодші 18 років, 57,8 % — особи у віці 18—64 років, 12,6 % — особи у віці 65 років та старші. Медіана віку мешканця становила 36,2 року. На 100 осіб жіночої статі у місті припадало 91,3 чоловіків;  на 100 жінок у віці від 18 років та старших — 90,9 чоловіків також старших 18 років.
Середній дохід на одне домашнє господарство  становив 59 651 долар США (медіана — 49 375), а середній дохід на одну сім'ю — 65 306 доларів (медіана — 61 250). Медіана доходів становила 33 750 доларів для чоловіків та 26 875 доларів для жінок. За межею бідності перебувало 11,6 % осіб, у тому числі 10,3 % дітей у віці до 18 років та 4,5 % осіб у віці 65 років та старших.
Цивільне працевлаштоване населення становило 335 осіб. Основні галузі зайнятості: освіта, охорона здоров'я та соціальна допомога — 18,2 %, мистецтво, розваги та відпочинок — 17,9 %, виробництво — 13,7 %, сільське господарство, лісництво, риболовля — 12,5 %.